# István Szívós junior

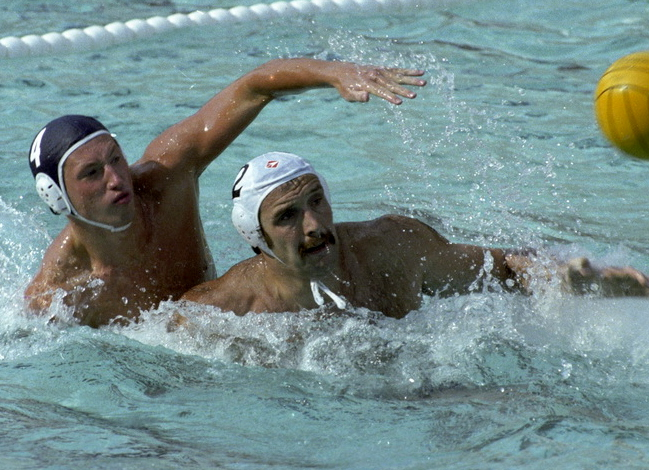
Jewgeni Grischin aus der Sowjetunion (hinten) im Einsatz gegen István Szívós. (1980)

István Szívós (* 24. April 1948 in Budapest; † 10. November 2019) war ein ungarischer Wasserballspieler.
Er wurde mit der ungarischen Wasserball-Nationalmannschaft 1976 Olympiasieger. 1972 gewann er Silber, 1968 und 1980 jeweils Bronze. 1973 wurde er Weltmeister, 1974 und 1977 Europameister. Insgesamt bestritt er 308 Länderspiele für Ungarn. István Szívós gewann neun ungarische Meisterschaften und war mit OSC Budapest zweimal Europapokalsieger. Im Jahr 1996 wurde er in die Ruhmeshalle des internationalen Schwimmsports aufgenommen. István Szívós war als Zahnarzt in Budapest tätig. Sein Vater István wurde 1952 und 1956 Olympiasieger im Wasserball, sein Sohn Márton war 2005 und 2007 Vizeweltmeister.